# Acolastus poecilopterus
Acolastus poecilopterus es un insecto coleóptero de la familia Chrysomelidae.
Fue descrita científicamente por primera vez en 1860 por Suffrian.